# Budky (obwód żytomierski)
Budky (ukr. Будки) – wieś na Ukrainie, w obwodzie żytomierskim, w rejonie korosteńskim, w hromadzie Olewsk. W 2001 roku liczyła 284 mieszkańców.